# Servio Cornelio Escipión Salvidieno Orfito (cónsul sufecto)
Servio Cornelio Escipión Salvidieno Orfito (en latín: Servius Cornelius Scipio Salvidienus Orfitus) fue un senador romano que vivió a mediados del siglo I, y desarrolló su cursus honorum bajo los reinados de Vespasiano, Tito, y Domiciano. 

## Orígenes familiares
Era descendiente de Salvideno Orfito, que fue adoptado por Servio Cornelio Escipión, un miembro desconocido de la rama patricia de los Cornelios Escipiones, Orfito, era hijo del cónsul del año 51, Servio Cornelio Escipión Salvidieno Orfito,  ejecutado por el emperador Nerón por presuntamente participar en un complot en su contra.

## Vida y carrera
A pesar de la historia de su familia, Domiciano seleccionó al joven Orfito para servir como cónsul sufecto. "Dado su pedigrí", observa Brian W. Jones, "debería ser notable que un hijo del Escipión ejecutado por Nerón fuera elevado al consulado por Domiciano a principios de su reinado". En el mismo libro, Jones ha señalado que Orfito no fue el único caso de esta naturaleza, y especula que Domiciano "deseaba comprometerlo a los ojos de sus partidarios, o quizás simplemente esperaba ganar su apoyo". Se desconoce la fecha de su consulado, pero Atilio Degrassi lo fechó "alrededor del año 84".
Según Suetonio, fue desterrado a una isla por intentar derrocar al emperador (molitor rerum novarum) y luego ejecutado. Sin embargo, Filóstrato de Atenas proporciona un poco más de información. Por un lado, se pensaba que Orfito era un candidato adecuado para el poder imperial, mientras que, por otro lado, el mismo Filóstrato afirma que no era más capaz de planear traiciones o conspiraciones que Nerva. Si bien Jones admite que la comparación con Nerva fue "un cumplido indirecto en vista de la reputación de lealtad de ese senador", sostiene que Filostrato pretendía ser elogioso para con Orfito: "no le interesaban las riquezas y era indiferente a los asuntos públicos". La no participación en los asuntos públicos era un asunto serio y fue considerado por "emperadores sospechosos como evidencia de traición".

## Familia
Si bien no sabemos nada sobre su esposa, Orfito tuvo un hijo, Servio Cornelio Escipión Salvidieno Orfito, cónsul ordinario en el año 110.